# Cabana de la Serrera
La cabana de la Serrera és un refugi de muntanya de la Parròquia d'Ordino (Andorra) a 2.250 m d'altitud i situat sota mateix del Pic de la Serrera. L'edificació és nova i està en bon estat essent utilitzada habitualment pels pastors de la zona. Com bé diu el seu nom i per la seva utilitat, és refugi i cabana alhora.

## Itinerari
El camí surt de l'aparcament de la carretera de Sorteny, just al pont de Puntal que és tancat amb una barrera del nou Parc Natural de Sorteny. Seguint la pista a peu s'arriba en poc més de 30 minuts al refugi de Sorteny. El camí segueix per la part nord d'aquest refugi per continuar cap a l'est. Durant 1 km la pujada és molt suau, fins a arribar on els rierols tributaris del riu de Sorteny s'ajunten. El sender segueix el rierol de la Cebollera, ara amb més pendent. S'arriba a una passarel·la de fusta per travessar el riu. A la nostra esquerra surt el sender que puja a la Portella del Forn. Es creua el pont i es puja en ziga-zaga fins al Pas de la Serrera. Després del coll el camí segueix pel vessant gairebé sense pujada al principi i poc després es veu a la dreta la cabana en un ampli replà de la vall.

## Galeria d'imatges

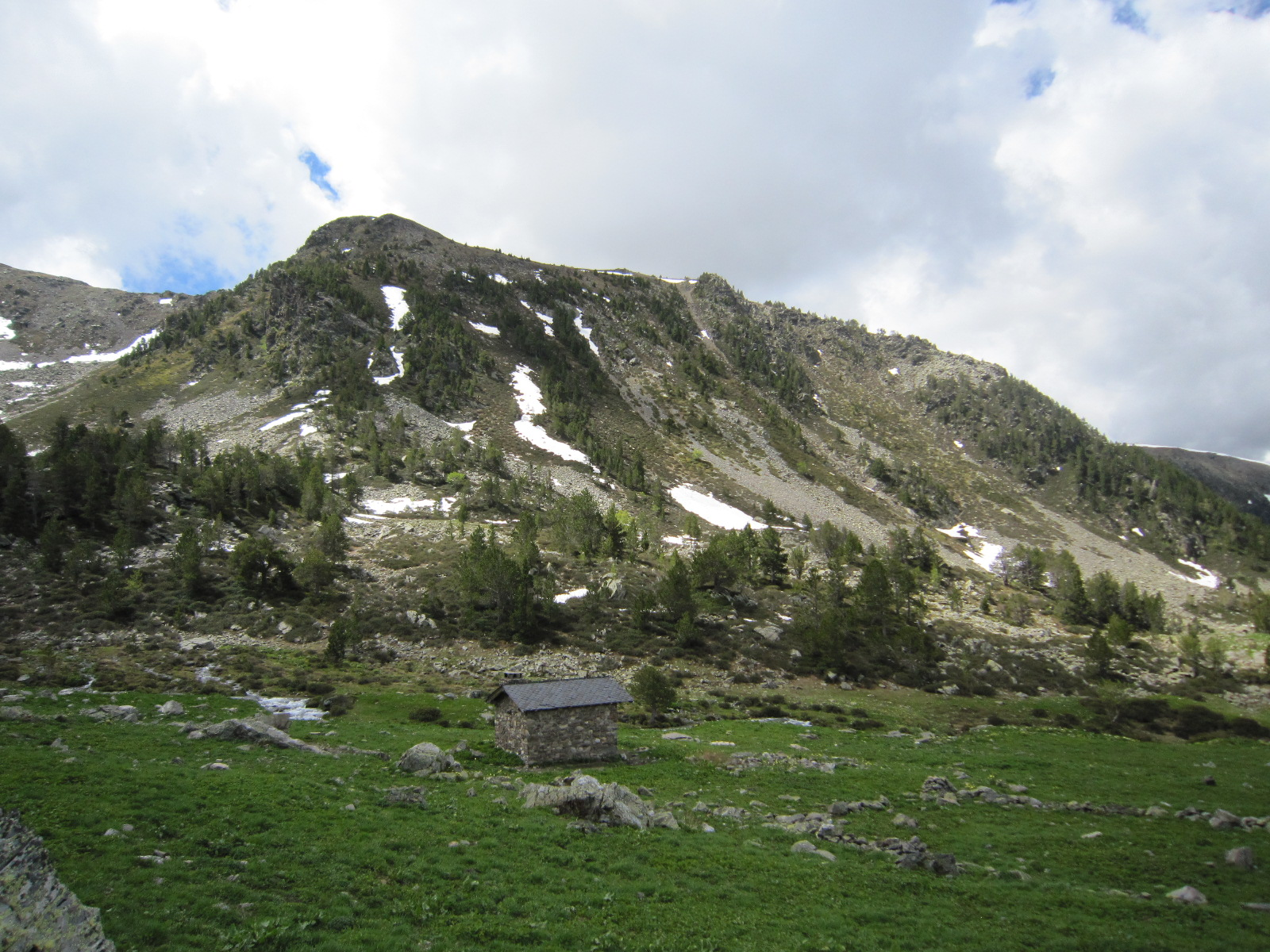
Cabana de la Serrera
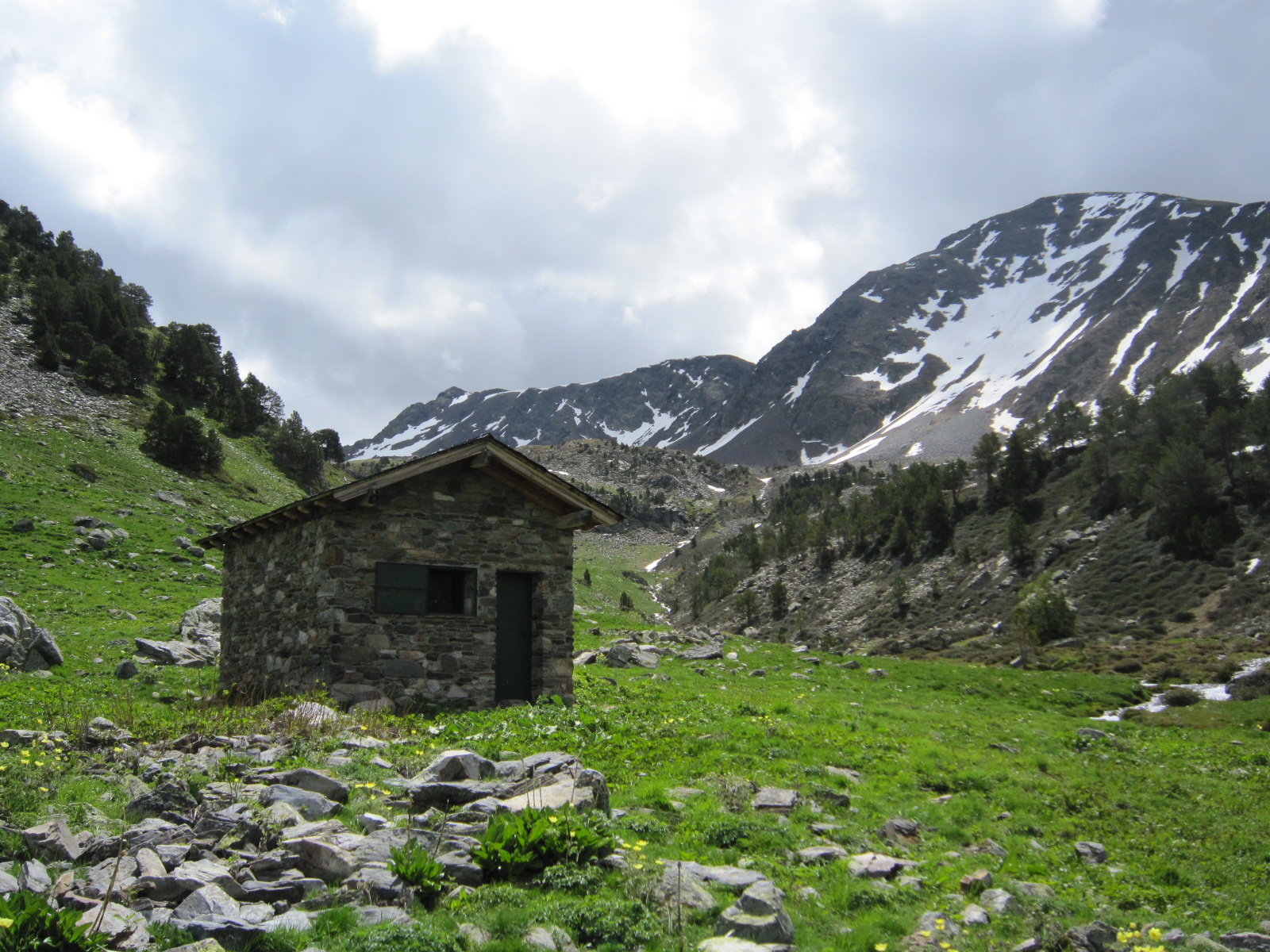
Cabana de la Serrera
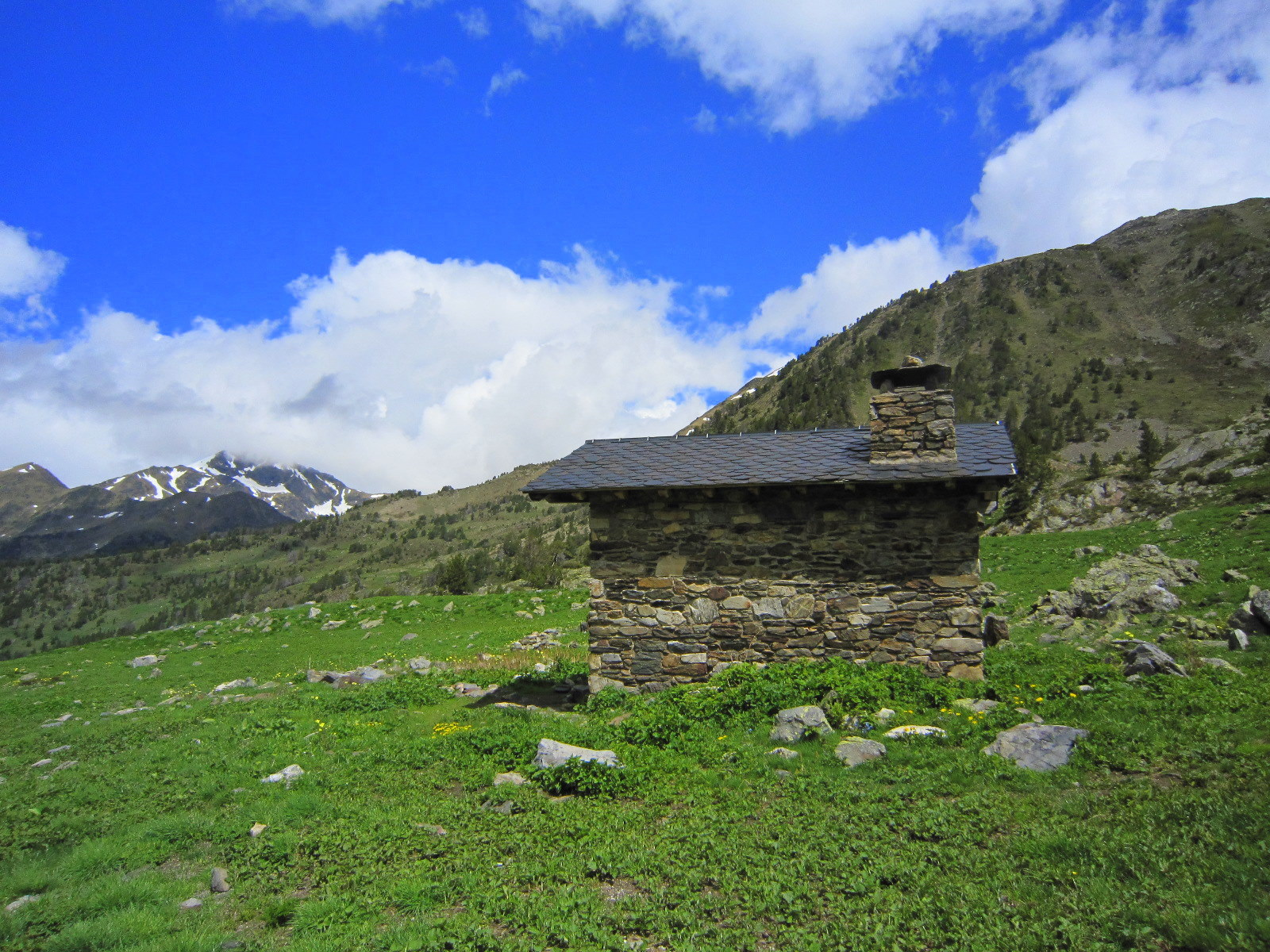
Cabana de la Serrera
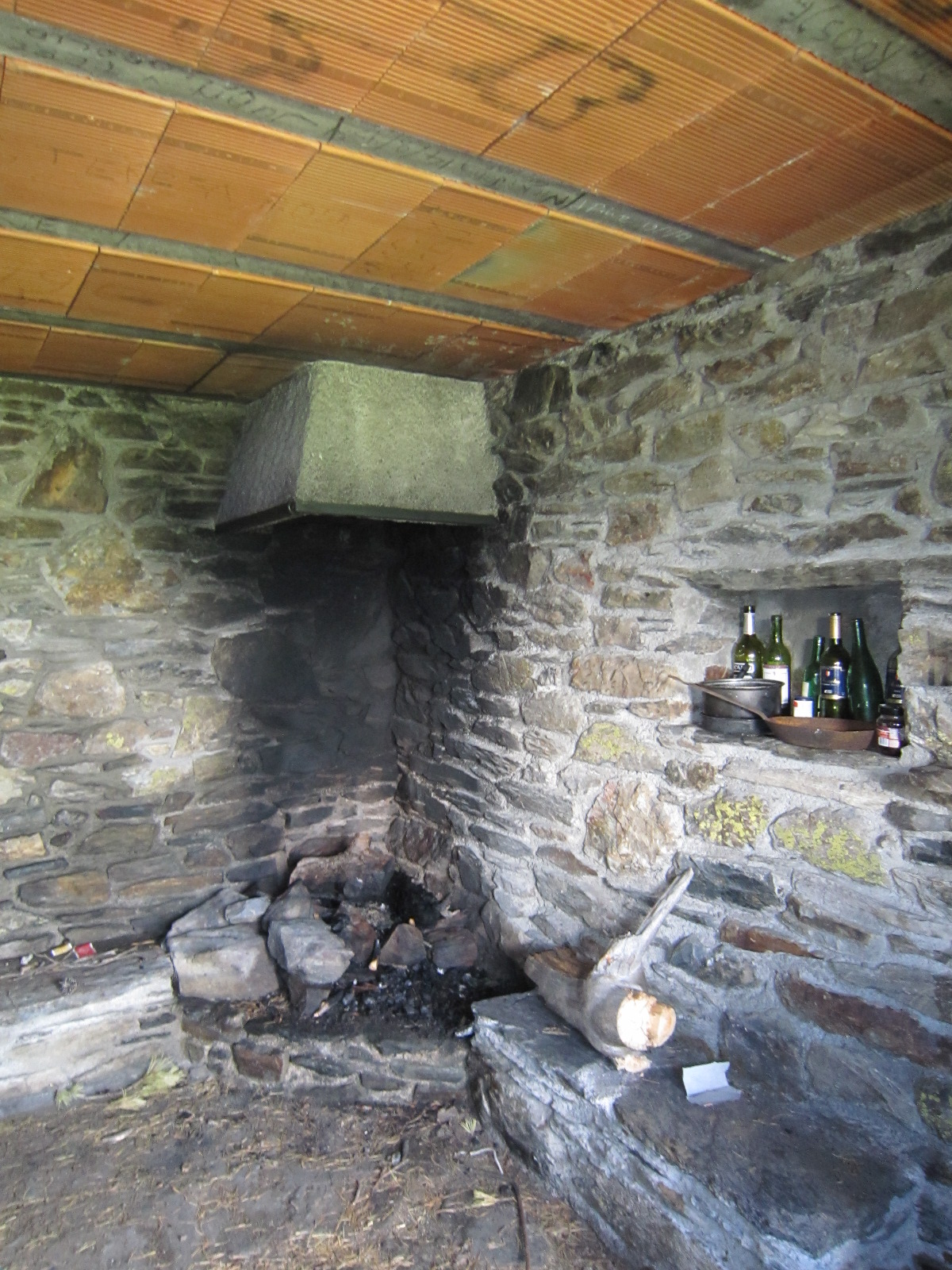
Interior de la cabana
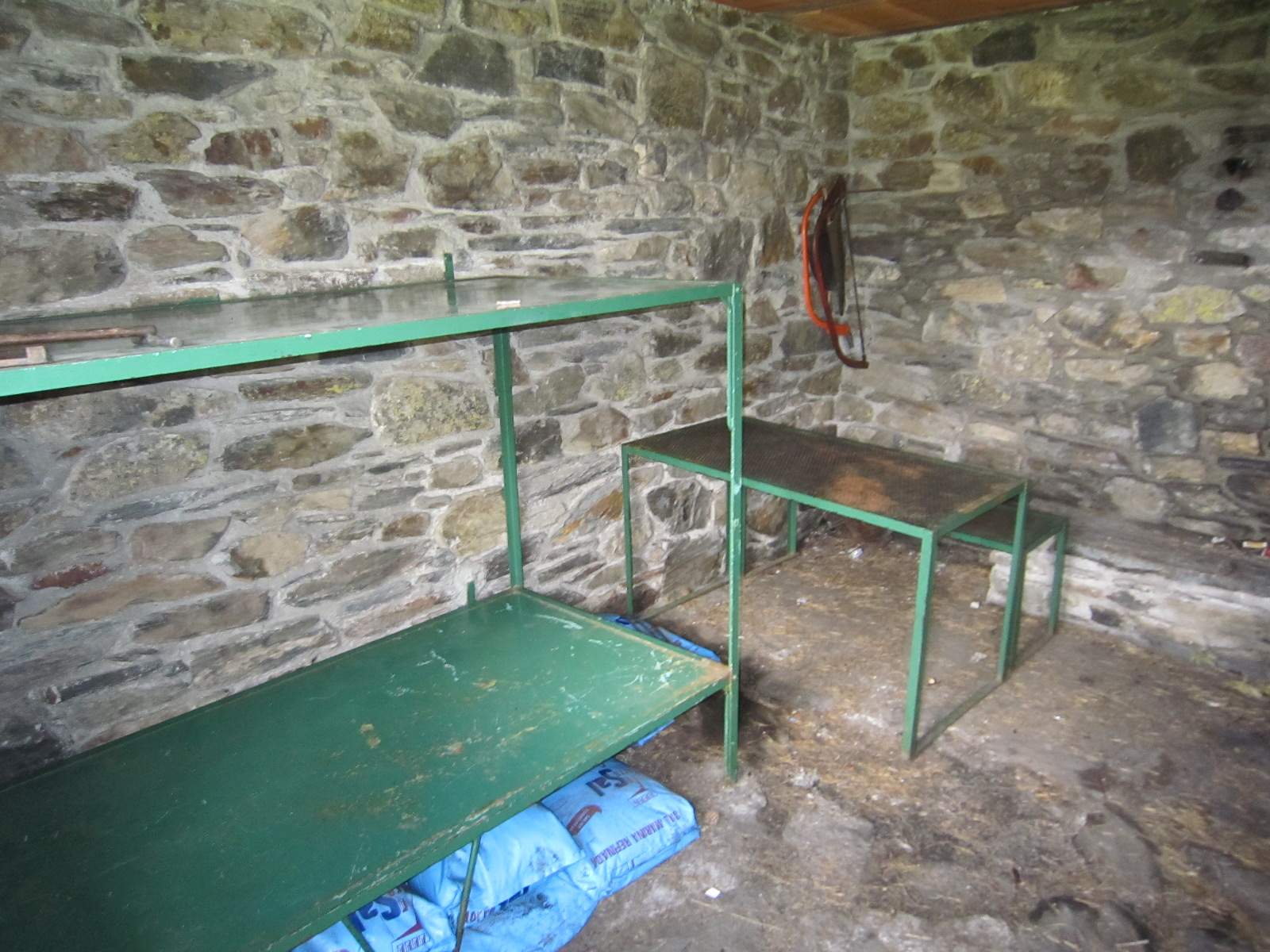
Interior de la cabana
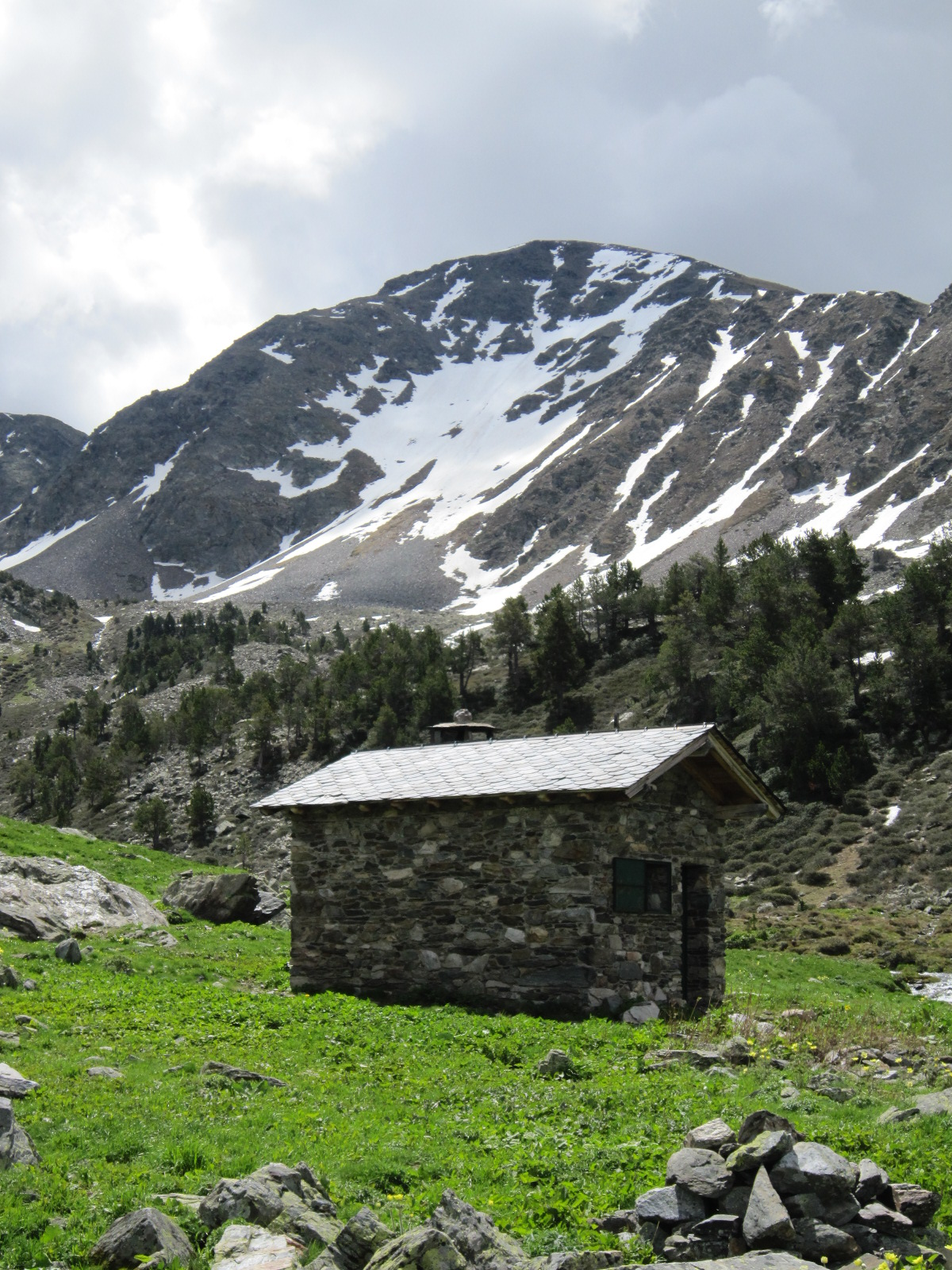
Cabana de la Serrera